# 科尼特島
科尼特島（英語：Cornet Island），是南極洲的島嶼，處於米爾恩斯島東北面3公里的格朗迪迪埃海峽西部，屬於比斯科群島的一部分，由英國探險隊繪入地圖，現時由南極條約體系管理。